# Massenentlassung
Massenentlassung (englisch mass layoffs oder auch englisch displacements) bezeichnet die gleichzeitige Kündigung vieler Arbeitnehmer durch einen Arbeitgeber. Verwandte Themen sind Personalfreisetzung und Stellenabbau. Umgangssprachlich wird auch von einer Entlassungswelle gesprochen. Massenentlassungen finden in kleinen und großen Unternehmen statt.
Das Gegenteil einer Massenentlassung ist eine Masseneinstellung von Personal, welche mit kurzfristigen (z. B. Wahlhelfer) oder langfristigen Zielen (z. B. Verteidigung) in Verbindung gebracht wird.
Der Begriff Entlassung hat auch andere Bedeutungen, siehe dort.

## Hintergrund
Massenentlassungen treten in der Regel in einem oder mehreren der folgenden Zusammenhänge auf
- Insolvenz eines Unternehmens, z. B. Geschäfte wie Sears, Galeria Kaufhof oder Lip;
- "Konjunkturflaute" (z. B. Rezession[4], Stagnation);
- Deindustrialisierung;
- Marktveränderungen (z. B. Wettbewerb, Übernahme);
- Technologische Veränderungen;
- Standortveränderungen und Standortbedingungen[5];
- Politische Veränderungen;
- Vertreibung[6];
- uvm.

## Rechtslage nach Ländern

### Deutschland
In Deutschland kann ein Arbeitgeber unter den Voraussetzungen des § 17 KSchG, vor allem bei Überschreitung gewisser im Gesetz genannter Schwellenwerte, verpflichtet sein, die Entlassung mehrerer Arbeitnehmer innerhalb eines bestimmten Zeitraums vor deren tatsächlichem Ausscheiden aus dem Betrieb der Agentur für Arbeit mitzuteilen (vergleiche Massenentlassungsanzeige / "anzeigepflichtige Massenentlassung").
Nach der Entscheidung des EuGH vom 27. Januar 2005 wird man aber davon ausgehen müssen, dass diese Massenentlassungsanzeige vor Ausspruch der Kündigungen erfolgen muss und nicht mehr erst vor dem tatsächlichen Auslaufen der Kündigungsfrist.
Regelmäßig lösen Massenentlassungen in Betrieben, in denen ein Betriebsrat gewählt wurde, zusätzlich Mitbestimmungsrechte des Betriebsrats gemäß § 111 BetrVG aus, die dem Betriebsrat Informationsansprüche geben, einen Verhandlungsanspruch über einen Interessenausgleich und in der Regel einen (erzwingbaren) Anspruch auf Abschluss eines Sozialplans. (siehe dazu im Einzelnen: Betriebsänderung).
Rechtlich besteht ein Unterschied zwischen einer Kündigung und einer Entlassung.

### Europa
Die EU-Richtlinie (98/59/EG) soll den Schutz der von Massenentlassungen betroffenen Arbeitnehmer verbessern.

### Österreich
In Österreich wird der Begriff „Entlassung“ nur im Sinne von vorzeitige Entlassung aus wichtigem Grund (gemäß § 27 AngG, zum Beispiel Untreue) verwendet. Daher kann es in Österreich zwar Massenkündigungen, nicht aber Massenentlassungen geben.

### Schweiz
In der Schweiz spricht man von einer Massenentlassung, wenn ein Arbeitgeber innerhalb von 30 Tagen einer definierten Mindestzahl von Mitarbeitern kündet:
| Betriebsgrösse                     | Anzahl Kündigungen |
| ---------------------------------- | ------------------ |
| mehr als 20 und weniger als 100    | 10                 |
| mindestens 100 und weniger als 300 | 10 Prozent         |
| mindestens 300                     | 30                 |

Bei einer Massenentlassung bestehen folgende Pflichten für den Arbeitgeber:
- Mitarbeitende vor der Massenentlassung informieren und konsultieren
- Information des Arbeitsamts
- Pflicht für einen Sozialplan

### USA
In den USA wurde um 2004 das sog. Mass Layoff Statistics (MLS) Programm von dem U.S. Bureau of Labor Statistics aktiviert. Das Programm erfasst Datensätze seit ca. 1995. Die Finanzierung des Programms wurde 2013 durch den damaligen Präsidenten Obama reduziert und das Programm terminiert.

## IAB Studie 2021
Das IAB hat für den Zeitraum 1996–2017 erstmals die empirische Belege für Unterschiede in den individuellen Kosten des Arbeitsplatzverlustes für Migranten im Vergleich zu Einheimischen in Deutschland erhoben. Es stellt fest, dass Migranten aufgrund höherer Lohn- und Beschäftigungsverluste wesentlich höhere Einkommensverluste hinnehmen müssen als Einheimische. Entlassene Migranten hätten sowohl eine geringere Wahrscheinlichkeit, wieder eingestellt zu werden, als auch weniger Arbeitstage als entlassene Einheimische.

## Entwicklungen

### Massenentlassungen in den frühen 1990er Jahren
In den frühen 1990er Jahren kam es zu einer Wirtschaftskrise, folgenden Massenentlassungen in den USA und auch Deutschland. In einem Report aus dem Jahr 1993 der San Francisco Federal Reserve waren die drei Ursachen für die Rezession: (1) pessimistisches Konsumentenverhalten, (2) der Ölpreisschock durch den Überfall des Irak auf Kuwait (Zweiter Golfkrieg) und (3) die Versuche der Federal Reserve, die Inflationsrate zu senken. In den USA wurde nach dieser Phase der wirtschaftlichen Schwäche auch der Begriff bzw. das Phänomen des Jobless growth geprägt.
Für Deutschland spielte in diesem Zusammenhang die Wiedervereinigung eine überragende Rolle, wobei es auch hier zu Massenentlassungen kam.

### Massenentlassungen im Zuge der Weltfinanzkrise 2007–2008
Als Folge der Weltfinanzkrise 2007–2008 (auch bekannt als die englisch Great Recession) kam es zu Massenentlassungen. Ökonomen vergleichen die Muster und Kennzahlen der Krise auch mit der Rezession in den früheren 1990er Jahren.

### Massenentlassungen seit der Corona-Pandemie
Seit der Corona-Pandemie kommt es weltweit zu anhaltenden Massenentlassungen in verschiedenen Wirtschaftsbranchen und Industrien. Speziell betroffen sind einige Unternehmen aus der Technologiebranche. Die Zusammenhänge werden laufend untersucht.
Auch in Deutschland kommt es in großem Umfang zu Entlassungen bei führenden Unternehmen. Um die Situation der schwachen Wirtschaft zu verbessern, wurde von der Politik eine so genannte Wachstumsinitiative beschlossen.

### Massenentlassungen im Zusammenhang mit dem Executive Order 14151
Der von Präsident Trump im Januar 2025 aktivierte Befehl mit dem Titel „Ending Radical And Wasteful Government DEI Programs And Preferencing“, betrifft unmittelbar die Mitarbeiter (englisch federal workers oder englisch civilian workers) in verschiedenste US-Behörden und Institutionen. In diesem Kontext sei erwähnt, dass auch frühere US-Präsidenten (Reagan, Clinton, Obama) in großem Umfang Personal entlassen haben. Ebenso wurde in diesem Zusammenhang in dem Jahr 2025 das Department of Government Efficiency (DOGE) eingerichtet.

## Kontroversen
Es gibt Fälle, in denen Massenentlassungen von Unternehmen mit positiven wirtschaftlichen Ergebnissen, d. h. Gewinnen, einhergehen. Dies ist zum Beispiel der Fall bei der Firma Siemens, die bereits 2024 Massenentlassungen bei ihrer Tochterfirma Gamesa vornahm und im selben Jahr einen Rekordgewinn verbuchte. Ein Jahr später kündigte das Unternehmen weitere Massenentlassungen weltweit an, darunter auch in Deutschland. Betroffen sei das sogenannte Automatisierungsgeschäft.
Ein weiteres Beispiel ist der franz. Reifenhersteller Michelin, welcher in dem Jahr 2024 in Deutschland das Werk in Karlsruhe (und weitere Standorte) stillgelegt hat, wenig später auch ein Stammwerk in Frankreich und seine Produktion nach Polen verlegt hat. Aber auch Polen ist von Werksschließungen des Unternehmens betroffen. Dem Unternehmen wird nachgesagt, "seinen Gewinn zu maximieren zu wollen".
Im Zuge einer möglichen Übernahme der Commerzbank durch Unicredit reagierte die Commerzbank prompt mit einem umfassenden Stellenabbau. Bis Ende 2027 sollen in Deutschland rund 3.900 Stellen wegfallen. Schätzungen des Betriebsrats gehen davon aus, dass im Falle einer Übernahme rund 15.000 Stellen gefährdet sind.